# Tipula (Odonatisca) breviligula
Tipula (Odonatisca) breviligula is een tweevleugelige uit de familie langpootmuggen (Tipulidae). De soort komt voor in het Nearctisch gebied.